# Antonio Maquilón
Antonio Maquilón Badaracco (Lima, 29 novembre 1902 – 20 avril 1984) est un footballeur péruvien qui évoluait au poste de défenseur.

## Biographie

### Carrière en club
Maquilón joue en défense durant sa carrière dans différents clubs péruviens comme le Sportivo Tarapacá Ferrocarril (es), où il fait ses débuts à 18 ans, le Circolo Sportivo Italiano, ou encore l'Atlético Chalaco, dernier club où il tire sa révérence en 1935.

### Carrière en sélection
Participant avec l'équipe du Pérou aux championnats sud-américains de 1927 et 1929, c'est en tant que capitaine qu'il dispute la Coupe du monde 1930 en Uruguay. Trois ans plus tard, il fait partie de l'équipe du Chili-Pérou qui fit une tournée en Europe entre 1933 et 1934.

### Après-carrière
En 1950, il devient maire de l'arrondissement de San Martín de Porres à Lima.